# Pachy
Pachy – wieś w Polsce położona w województwie łódzkim, w powiecie rawskim, w gminie Biała Rawska.
Wieś wymieniana w 1579 r. jako Pachowice. Wieś szlachecka położona była w drugiej połowie XVI wieku w powiecie bielskim ziemi rawskiej województwa rawskiego.
Na terenie wsi działa Szkoła Podstawowa im. Stefana Kardynała Wyszyńskiego.
W latach 1975–1998 miejscowość administracyjnie należała do województwa skierniewickiego.